# E-Prix de Berlín
El e-Prix de Berlín es una carrera de automovilismo válida para él Campeonato Mundial de Fórmula E, que actualmente se disputa en el Circuito del aeropuerto Berlín-Tempelhof, Berlín, Alemania.

## Historia
Berlín fue anunciada como la penúltima sede del calendario para la temporada 2014-15 de Fórmula E, sin embargo la inclusión de Moscú los obligó a convertirse en la antepenúltima ronda de esa temporada, desde ese entonces el e-Prix de Berlín fue una cita ininterrumpida del calendario de Fórmula E, siendo la única con ese status en el calendario actual, el circuito original en el Aeropuerto de Tempelhof se anunció durante febrero de 2015 con una distancia de 2.469 km y 17 curvas, sin embargo solo duró una temporada, debido a la crisis de refugiados que pasó Alemania en 2016, las instalaciones del aeropuerto se vieron utilizadas con el fin de alojar migrantes y se realizó un nuevo trazado en la zona de Karl-Marx Allee, que contó con una distancia de 2.03 km y con 10 curvas, sin embargo para la temporada siguiente se retornó al Aeropuerto de Tempelhof, y al año siguiente se con un trazado renovado de 2.355 km y 10 curvas, que no tuvo cambios hasta la temporada 2019-20.
Debido a la pandemia de COVID-19 y la cancelación de múltiples rondas, generó que seis meses después del e-Prix de Marrakech de 2020, último disputado previamente a la emergencia sanitaria, la categoría decidiera realizar seis carreras en el trazado, que para evitar la monotonía, creó dos trazados diferentes, uno que utilizaba la misma configuración que la original, sin embargo en sentido inverso, y la segunda que varió el segundo sector aumentando el trazado para convertirse en uno con 2.505 km y 16 curvas, actualmente para la segunda carrera se utiliza la configuración inversa del trazado.

## Ganadores
| Edición | Ganador                    | Equipo           | Circuito         | Resultados |
| ------- | -------------------------- | ---------------- | ---------------- | ---------- |
| 2014-15 | Jerôme d´Ambrosio          | Dragon           | Berlín-Tempelhof | Resultados |
| 2015-16 | Sébastien Buemi            | Renault          | Berlín           | Resultados |
| 2016-17 | Felix Rosenqvist           | Mahindra         | Berlín-Tempelhof | Resultados |
| 2016-17 | Sébastien Buemi (2)        | Renault          | Berlín-Tempelhof | Resultados |
| 2017-18 | Daniel Abt                 | Audi ABT         | Berlín-Tempelhof | Resultados |
| 2018-19 | Lucas di Grassi            | Audi ABT         | Berlín-Tempelhof | Resultados |
| 2019-20 | Antonio Félix da Costa     | Techeetah        | Berlín-Tempelhof | Resultados |
| 2019-20 | Antonio Félix da Costa (2) | Techeetah        | Berlín-Tempelhof | Resultados |
| 2019-20 | Maximilian Günther         | Andretti-BMW     | Berlín-Tempelhof | Resultados |
| 2019-20 | Jean-Éric Vergne           | Techeetah        | Berlín-Tempelhof | Resultados |
| 2019-20 | Oliver Rowland             | Nissan           | Berlín-Tempelhof | Resultados |
| 2019-20 | Stoffel Vandoorne          | Mercedes         | Berlín-Tempelhof | Resultados |
| 2020-21 | Lucas di Grassi (2)        | Audi ABT         | Berlín-Tempelhof | Resultados |
| 2020-21 | Norman Nato                | Venturi-Mercedes | Berlín-Tempelhof | Resultados |
| 2021-22 | Edoardo Mortara            | Venturi-Mercedes | Berlín-Tempelhof | Resultados |
| 2021-22 | Nyck de Vries              | Mercedes         | Berlín-Tempelhof | Resultados |
| 2022-23 | Mitch Evans                | Jaguar           | Berlín-Tempelhof | Resultados |
| 2022-23 | Nick Cassidy               | Envision-Jaguar  | Berlín-Tempelhof | Resultados |
| 2023-24 | Nick Cassidy (2)           | Jaguar           | Berlín-Tempelhof | Resultados |
| 2023-24 | António Félix da Costa (3) | Porsche          | Berlín-Tempelhof | Resultados |
| 2024-25 | Mitch Evans (2)            | Jaguar           | Berlín-Tempelhof | Resultados |
| 2024-25 | Nick Cassidy (3)           | Jaguar           | Berlín-Tempelhof | Resultados |

## Estadísticas

### Pilotos con más victorias
| Victorias | Piloto                 | Años             |
| --------- | ---------------------- | ---------------- |
| 3         | Antonio Félix da Costa | 2020, 2020, 2024 |
| 3         | Nick Cassidy           | 2023, 2024, 2025 |
| 2         | Sébastien Buemi        | 2016, 2017       |
| 2         | Lucas di Grassi        | 2019, 2021       |
| 2         | Mitch Evans            | 2023, 2025       |
| 1         | Jerôme d´Ambrosio      | 2015             |
| 1         | Felix Rosenqvist       | 2017             |
| 1         | Daniel Abt             | 2018             |
| 1         | Maximilian Günther     | 2020             |
| 1         | Jean-Éric Vergne       | 2020             |
| 1         | Oliver Rowland         | 2020             |
| 1         | Stoffel Vandoorne      | 2020             |
| 1         | Norman Nato            | 2021             |
| 1         | Edoardo Mortara        | 2022             |
| 1         | Nyck de Vries          | 2022             |

### Equipos con más victorias
| Victorias | Equipo    | Años                   |
| --------- | --------- | ---------------------- |
| 4         | Jaguar    | 2023, 2024, 2025, 2025 |
| 3         | Audi ABT  | 2018, 2019, 2021       |
| 3         | Techeetah | 2020, 2020, 2020       |
| 2         | Renault   | 2016, 2017             |
| 2         | Mercedes  | 2020, 2022             |
| 2         | Venturi   | 2021, 2022             |
| 1         | Dragon    | 2015                   |
| 1         | Mahindra  | 2017                   |
| 1         | Andretti  | 2020                   |
| 1         | Nissan    | 2020                   |
| 1         | Envision  | 2023                   |
| 1         | Porsche   | 2024                   |